# Élections aux Kiribati
Les élections se déroulent aux Kiribati au suffrage universel direct tous les quatre ans, pour l'ensemble du pays. Le parlement, la Maneaba ni Maungatabu, composé de 44 députés élus et de 2 députés désignés, est élu selon un scrutin à deux tours. Ensuite, en son sein, il choisit 3 ou 4 députés pour se présenter à la présidentielle qui a lieu également au suffrage universel direct.
Les avant-dernières élections ont eu lieu les 22 et 30 août 2007 et ont permis l'élection des députés suivants :
- indépendants 19 (6 au premier tour, 13 au second) ;
- Pillars of the Truth (Boutokaan te koaua) 18 (10 au premier tour, 8 au second) ;
- Protect the Maneaba (Mwaneaban te Mauri) 7 députés (2 au premier tour, 5 au second) ;
- représentant des Banabans de Rabi : 1 député non élu ;
- membre ex officio (l'Attorney General) : le garde des sceaux.

Les élections suivantes (premier tour) ont eu lieu le vendredi 21 octobre 2011, les bureaux de vote ouvrant à 7 heures, heure locale. 138 candidats se sont disputé les 44 sièges disponibles. Avec 60 000 électeurs environ, Radio New Zealand International s'attendait à une assez faible participation dans ses informations du 16 octobre 2011. Le changement climatique a été une des principales questions évoquées lors de la campagne, surtout après la visite de Ban Ki-moon, le secrétaire général des Nations unies.